# 三木与吉郎 (11代)
11代 三木 与吉郎（みき よきちろう、1836年10月19日（天保7年9月10日）- 1908年（明治41年）6月21日）は、幕末・明治期の実業家、政治家。貴族院議員。俳人。名は順治（じゅんじ）、通称は与吉郎。

## 年譜
阿波国板野郡中喜来浦（現徳島県板野郡松茂町中喜来）出身。阿波国有数の藍商で豪商、9代与吉郎光治の3男として生まれる。長兄正貢が早世し、次兄宇次郎の他出により、成人して後、父より家督と「与吉郎」の名を譲られ藍商を営む。
1870年（明治3年）より1882年（明治15年）まで開拓使御用達として、北海道開拓や北海道における産業振興の一翼を担う。その後、徳島県会議員を歴任。1890年（明治23年）9月29日に貴族院多額納税者議員に就任。また、1896年（明治29年）より阿波銀行初代頭取を兼職。1904年（明治37年）9月28日、二期在任して貴族院多額納税者議員を勇退した。
俳号は「芳桂（ほうけい）」。児玉逸淵、志倉西馬、八木芹舎らに学び、「芳桂句集」がある。